# Paraschizidium olearum
Paraschizidium olearum là một loài chân đều trong họ Armadillidiidae. Loài này được Verhoeff miêu tả khoa học năm 1919.